# Emilse Raponi
Pour les articles homonymes, voir Longo.
Emilse Raponi (née le 19 décembre 1957) est une joueuse de tennis argentine, professionnelle de la fin des années 1970 à 1988. Elle est aussi connue sous son nom de femme mariée, Emilse Raponi-Longo.
En 1979, elle a atteint le 3e tour à Roland-Garros (battue par Dianne Fromholtz Balestrat), sa meilleure performance en simple en Grand Chelem.
Emilse Raponi a enfin représenté son pays en Coupe de la Fédération au début des années 1980.

## Palmarès

### Titre en simple dames
Aucun

### Finale en simple dames
| No | Date       | Nom et lieu du tournoi                | Catégorie | Dotation | Surface      | Vainqueure     | Score    |          |
| -- | ---------- | ------------------------------------- | --------- | -------- | ------------ | -------------- | -------- | -------- |
| 1  | 30/10/1978 | Río de la Plata Champ’s, Buenos Aires |           | 35 000 $ | Terre (ext.) | Caroline Stoll | 6-3, 6-2 | Parcours |

### Titre en double dames
Aucun

### Finales en double dames
| No | Date       | Nom et lieu du tournoi       | Catégorie  | Dotation | Surface      | Vainqueures                   | Partenaire           | Score    |          |
| -- | ---------- | ---------------------------- | ---------- | -------- | ------------ | ----------------------------- | -------------------- | -------- | -------- |
| 1  | 11/07/1983 | Freiburg Fribourg-en-Brisgau |            | 50 000 $ | Terre (ext.) | Bettina Bunge Eva Pfaff       | Ivanna Madruga-Osses | 6-1, 6-2 | Parcours |
| 2  | 01/10/1984 | Borden Classic Tokyo         | VS Tour C1 | 50 000 $ | Dur (ext.)   | Mercedes Paz Ronni Reis       | Adriana Villagrán    | 6-4, 7-5 | Parcours |
| 3  | 08/10/1984 | Japan Open Tokyo             |            | 50 000 $ | Dur (ext.)   | Betsy Nagelsen Candy Reynolds | Adriana Villagrán    | 6-3, 6-2 | Parcours |

## Parcours en Grand Chelem

### En simple dames
| Année | Open d'Australie (janvier) | Open d'Australie (janvier) | Internationaux de France | Internationaux de France | Wimbledon       | Wimbledon      | US Open         | US Open          | Open d'Australie (décembre) | Open d'Australie (décembre) |
| ----- | -------------------------- | -------------------------- | ------------------------ | ------------------------ | --------------- | -------------- | --------------- | ---------------- | --------------------------- | --------------------------- |
| 1979  | n/a                        | n/a                        | 2e tour (1/16)           | Dianne Fromholtz         | 1er tour (1/64) | Cynthia Sieler | 1er tour (1/64) | Kelly Henry      | -                           | -                           |
| 1983  | n/a                        | n/a                        | 1er tour (1/64)          | Hana Mandlíková          | -               | -              | 1er tour (1/64) | M. Navrátilová   | -                           | -                           |
| 1984  | n/a                        | n/a                        | 1er tour (1/64)          | Steffi Graf              | -               | -              | 1er tour (1/64) | Vicki Nelson     | -                           | -                           |
| 1985  | n/a                        | n/a                        | 2e tour (1/32)           | Laura Garrone            | -               | -              | 1er tour (1/64) | Regina Maršíková | -                           | -                           |

À droite du résultat, l’ultime adversaire.

### En double dames
| Année | Open d'Australie (janvier) | Open d'Australie (janvier) | Internationaux de France      | Internationaux de France   | Wimbledon | Wimbledon | US Open                       | US Open                   | Open d'Australie (décembre) | Open d'Australie (décembre) |
| ----- | -------------------------- | -------------------------- | ----------------------------- | -------------------------- | --------- | --------- | ----------------------------- | ------------------------- | --------------------------- | --------------------------- |
| 1979  | n/a                        | n/a                        | 1er tour (1/16) C. Casabianca | B. Cuypers Laura duPont    | -         | -         | -                             | -                         | -                           | -                           |
| 1983  | n/a                        | n/a                        | 1er tour (1/32) Laura Arraya  | S. Mascarin A. Moulton     | -         | -         | 2e tour (1/16) Laura Arraya   | Elise Burgin J. Russell   | -                           | -                           |
| 1984  | n/a                        | n/a                        | 1er tour (1/32) Laura Arraya  | Kohde-Kilsch H. Mandlíková | -         | -         | 1er tour (1/32) M. Casati     | A. Moulton Paula Smith    | -                           | -                           |
| 1985  | n/a                        | n/a                        | 1er tour (1/32) R. Reggi      | Lori McNeil Kim Sands      | -         | -         | 1er tour (1/32) Sabrina Goleš | Mima Jaušovec M. Schropp  | -                           | -                           |
| 1987  | -                          | -                          | -                             | -                          | -         | -         | 2e tour (1/16) G. Mosca       | Anne Hobbs B. Nagelsen    | n/a                         | n/a                         |
| 1988  | -                          | -                          | 2e tour (1/16) Bettina Fulco  | K. Horvath Van Rensburg    | -         | -         | 1er tour (1/32) Bettina Fulco | C. Lindqvist Tine Scheuer | n/a                         | n/a                         |

Sous le résultat, la partenaire ; à droite, l’ultime équipe adverse.

### En double mixte
| Année | Open d'Australie (janvier), | Open d'Australie (janvier), | Internationaux de France     | Internationaux de France    | Wimbledon | Wimbledon | US Open | US Open | Open d'Australie (décembre), | Open d'Australie (décembre), |
| ----- | --------------------------- | --------------------------- | ---------------------------- | --------------------------- | --------- | --------- | ------- | ------- | ---------------------------- | ---------------------------- |
| 1978  | n/a                         | n/a                         | 1er tour (1/16) A. Hartmann  | Gail Sherriff Patrice Beust | -         | -         | -       | -       | n/a                          | n/a                          |
| 1983  | n/a                         | n/a                         | 1er tour (1/32) A. Ganzabal  | Anne White R. Crowley       | -         | -         | -       | -       | n/a                          | n/a                          |
| 1985  | n/a                         | n/a                         | 2e tour (1/16) E. Bengoechea | Sabrina Goleš Goran Prpić   | -         | -         | -       | -       | n/a                          | n/a                          |

Sous le résultat, le partenaire ; à droite, l’ultime équipe adverse.

## Parcours en Coupe de la Fédération
| #                                                                           | Date       | Lieu        | Surface      | Gagnante(s)                        | Perdante(s)                      | Score         |          |
|                                                                             |            |             |              |                                    |                                  |               |          |
| 1979 - 1er tour (groupe mondial) - Argentine - Pays-Bas - 0 : 3             |            |             |              |                                    |                                  |               |          |
| 1                                                                           | 30/04/1979 | Madrid      | Terre (ext.) | Elly Appel                         | Emilse Raponi                    | 6-2, 7-5      | Parcours |
|                                                                             |            |             |              |                                    |                                  |               |          |
| 1982 - 1er tour (groupe mondial) - Pérou - Argentine - 2 : 1                |            |             |              |                                    |                                  |               |          |
| 2                                                                           | 19/07/1982 | Santa Clara | Dur (ext.)   | Emilse Raponi                      | Pilar Vásquez                    | 6-3, 3-6, 6-2 | Parcours |
|                                                                             |            |             |              |                                    |                                  |               |          |
| 1983 - 1er tour (groupe mondial) - Argentine - France - 2 : 1               |            |             |              |                                    |                                  |               |          |
| 3                                                                           | 18/07/1983 | Zurich      | Terre (ext.) | Emilse Raponi                      | Corinne Vanier                   | 6-3, 6-3      | Parcours |
| 3                                                                           | 18/07/1983 | Zurich      | Terre (ext.) | Emilse Raponi Ivanna Madruga-Osses | Catherine Tanvier Corinne Vanier | 6-4, 6-3      | Parcours |
|                                                                             |            |             |              |                                    |                                  |               |          |
| 1983 - 2e tour (groupe mondial) - Hongrie - Argentine - 0 : 3               |            |             |              |                                    |                                  |               |          |
| 4                                                                           | 18/07/1983 | Zurich      | Terre (ext.) | Emilse Raponi                      | Csilla Bartos                    | 6-4, 7-5      | Parcours |
| 4                                                                           | 18/07/1983 | Zurich      | Terre (ext.) | Liliana Giussani Emilse Raponi     | Csilla Bartos Éva Rózsavölgyi    | 6-3, 2-6, 6-3 | Parcours |
|                                                                             |            |             |              |                                    |                                  |               |          |
| 1983 - 1/4 de finale (groupe mondial) - Tchécoslovaquie - Argentine - 2 : 0 |            |             |              |                                    |                                  |               |          |
| 5                                                                           | 18/07/1983 | Zurich      | Terre (ext.) | Helena Suková                      | Emilse Raponi                    | 4-6, 6-1, 6-2 | Parcours |
|                                                                             |            |             |              |                                    |                                  |               |          |
| 1984 - 1er tour (groupe mondial) - Argentine - Australie - 0 : 3            |            |             |              |                                    |                                  |               |          |
| 6                                                                           | 16/07/1984 | São Paulo   | Terre (ext.) | Anne Minter                        | Emilse Raponi                    | 2-6, 6-4, 6-0 | Parcours |
| 6                                                                           | 16/07/1984 | São Paulo   | Terre (ext.) | Anne Minter Elizabeth Minter       | Emilse Raponi Gabriela Sabatini  | 6-1, 6-2      | Parcours |

## Classements WTA

### Classements en simple en fin de saison
| Année | 1986 | 1987 | 1988 |
| Rang  | 195  | 166  | 264  |

Source : (en) « Classements de Emilse Raponi », sur le site officiel du WTA Tour

### Classements en double en fin de saison
| Année | 1986 | 1987 | 1988 |
| Rang  | 139  | 114  | 94   |

Source : (en) « Classements de Emilse Raponi », sur le site officiel du WTA Tour